# Hugo Torres
Hugo Torres (Córdoba, 24 de abril de 1962) es un ex–jugador argentino de rugby que se desempeñaba como pilar.

## Carrera
Debutó en el Tala Rugby Club integrando el mejor equipo cordobés de los años 80, con compañeros como Rodolfo Ambrosio y Enrique Rodríguez, esto le permitió representar también a los Dogos. En 1988 inició una larga trayectoria profesional en la liga italiana.

## Selección nacional
Héctor Silva lo convocó a los Pumas para integrar el plantel que participó de Nueva Zelanda 1987, la primera Copa Mundial de Rugby y finalizado el torneo jamás volvió a ser convocado.

### Participaciones en Copas del Mundo
Los Pumas debutaron en su grupo cayendo contra Fiyi (28–9), victoria ante Italia (25–16) y derrota frente a los eventuales campeones del Mundo; los All Blacks (46-15) siendo eliminados en la primera fase. Fue su único mundial y no jugó ningún partido.
| Mundial                       | Sede          | Resultado      | PJ | Tries |
| ----------------------------- | ------------- | -------------- | -- | ----- |
| Copa Mundial de Rugby de 1987 | Nueva Zelanda | Fase de grupos | 0  | 0     |

## Palmarés
- Campeón del Torneo de Córdoba de 1981, 1983, 1984, 1985 y 1986.